# 天送埤

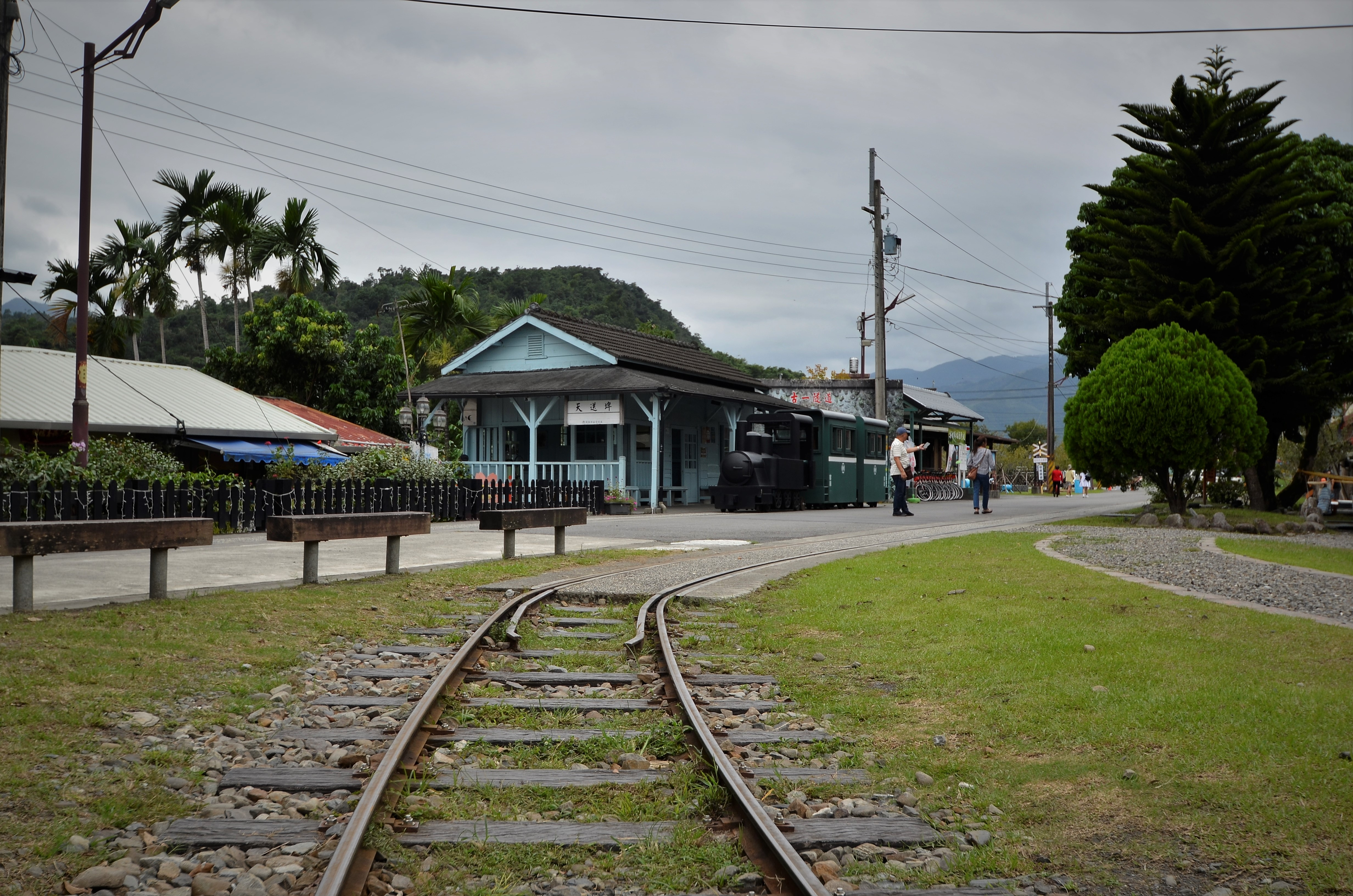
羅東森林鐵路天送埤車站

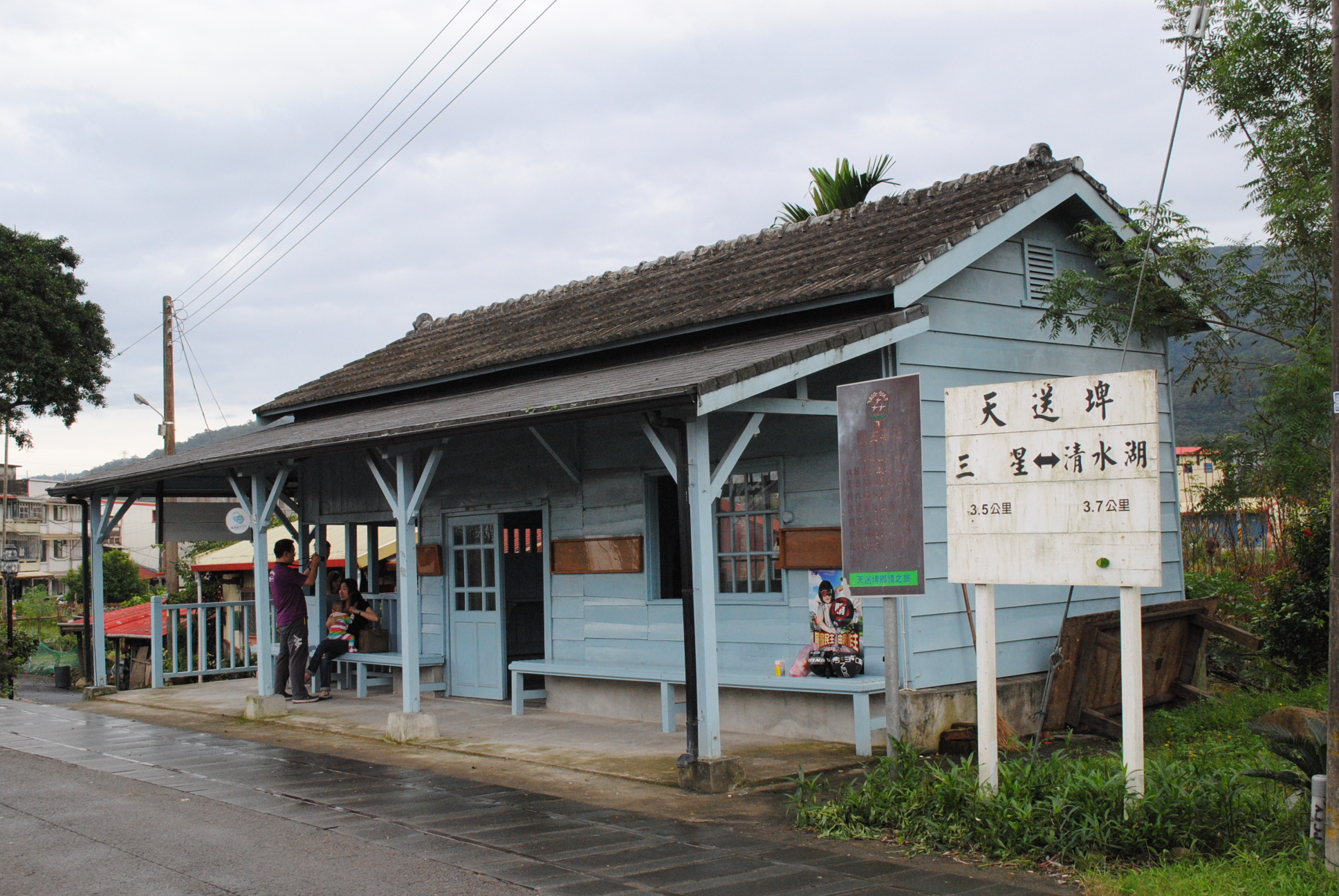
羅東森林鐵路天送埤車站

天送埤，台灣宜蘭縣一個地名，屬三星鄉天福與天山兩村，也是蘭陽溪從山地開始進入平原之處。
天送埤原本有一座埤塘，位在蘭陽發電廠天埤分廠，是為紀念許天送而得名。日治時期，日本政府為興建發電廠，故將埤塘內的水排入安農溪，因此現今已不復見天送埤。天送埤也是羅東森林鐵路必經之處，日治時期興建的天送埤車站，至今仍原址保留，為太平山伐木而建造。

## 外部連結
- 天送埤休閒農業區全球資訊網（页面存档备份，存于）